# Catedrala Învierea Domnului din Caransebeș
Catedrala „Învierea Domnului” și „Sf. Proroc Ilie Tesviteanul” din Caransebeș este un lăcaș de cult ortodox din Caransebeș. Edificiul a fost târnosit în data de 12 septembrie 2010.
Cea mai importantă realizare a Bisericii Românești din Transilvania în cea de-a doua jumătate a secolului al XIX-lea (vremea Sfântului mitropolit Andrei Șaguna) a fost restaurarea Mitropoliei Transilvaniei (1864) și reînființarea Episcopiei Caransebeșului, lucru ce a dus la dezvoltarea vieții naționale, bisericești și culturale a românilor transilvăneni.
Caransebeșul, străvechi centru bisericesc al Banatului, și-a dobândit Episcopia prin diploma imperială din 8 iulie 1865: „Caransebeșul, care și în timpuri vechi a avut episcopie de rit greco-oriental, decidem a-l împodobi de aici înainte cu scaun episcopal. Eparhia sa cuprinde toate parohiile românești care se află, sau în viitor se vor afla, în teritoriul protopopiatelor: Caransebeș, Mehadia, Lugoj, Făget, Oravița, Jebel, Vârșeț, Palanca, Panciova și Ciacova“. Condițiile pentru întreținerea unei episcopii erau vitrege. Caransebeșul dispunea pentru episcopie doar de o casă dărăpănată, o moară dată în arendă și câteva iugăre de pământ. Episcopii Caransebeșului au luptat, în condiții istorice grele, pentru afirmarea duhovnicească, culturală, națională și patrimonială a Episcopiei Caransebeșului. Din cauza greutăților materiale, în orașul Caransebeș nu s-a putut clădi o catedrală episcopală, acest statut avându-l cea mai veche biserică din Caransebeș (Biserica Sfântul Mare Mucenic Gheorghe), construită în secolul al XVIII-lea.
Prima dorință de a ridica la Caransebeș o catedrală episcopală a aparținut patriarhului Miron Cristea, care, în vremea păstoririi sale la Caransebeș (1910-1919) a vorbit de nenumărate ori de necesitatea ridicării unei noi catedrale. Datorită condițiilor politice de dinaintea datei de 1 Decembrie 1918 acest lucru nu s-a putut realiza. După numirea ca mitropolit primat la București, Miron Cristea a revenit la Caransebeș și, rostind o cuvântare, a mulțumit bănățenilor pentru colaborarea avută. Acum a inițiat și un fond pentru zidirea unei noi catedrale în Caransebeș, fond pentru care a donat 20.000 de coroane. După ce a condus Biserica Ortodoxă Română Autocefală ca mitropolit primat, Miron Cristea a devenit, în anul 1925, primul patriarh al României. În această calitate a sfințit în București, la 11 mai 1929, troița și locul unei noi catedrale a „Mântuirii Neamului”. Pe plan politic a condus regența României în perioada 1927-1930 și a avut calitatea de prim-ministru (1938-1939).
În anul 2010, Episcopia Caransebeșului comemorează Centenarul instalării episcopului Miron Cristea în scaunul vlădicesc al Caransebeșului. Cel de-al treilea episcop al Caransebeșului, Miron Cristea, a fost ales la 4 decembrie 1909 în urma sinodului ce s-a convocat cu acest scop. Ceremonia hirotoniei a avut loc la Sibiu, marți, a treia zi de Paști, la 3 mai 1910, iar instalarea în scaunul episcopal a avut loc în Duminica Tomii, 8 mai 1910.
Un alt ierarh al Caransebeșului ce a dorit cu mare însuflețire ridicarea unei catedrale în Caransebeș a fost Episcopul Veniamin Nistor (1941-1949). Acesta a urmărit încă din prima zi a păstoririi sale ridicarea catedralei Caransebeșului. Din pricina greutăților prilejuite de anii războiului și datorită instaurării regimului comunist, catedrala nu s-a mai construit, mai mult, la 14 februarie 1949, istorica Episcopie a Caransebeșului a fost desființată.
Prin voia și lucrarea lui Dumnezeu Cel în Treime lăudat, episcopia s-a reîntemeiat în anul Domnului 1994. Restauratorul Episcopiei Caransebeșului, episcopul Emilian Birdaș, a întocmit planul noii catedrale, iar piatra de temelie a fost pusă la data de 27 octombrie 1996 de către Preasfințitul Părinte Episcop Laurențiu Streza, astăzi mitropolitul Ardealului.
Fundația Catedralei a fost executată de S.C. Construct 102 S.R.L. Caransebeș din anul 1997 până în anul 2000, când s-a ajuns la cota zero. Construcția zidurilor a început în anul 2000 prin S.C. Hidroconstrucția Caransebeș, până în anul 2005 ajungându-se la nivelul ferestrelor. În anul 2006 s-a amenajat pentru slujire demisolul, Catedrala Episcopală „Învierea Domnului” intrând în circuitul religios liturgic la Sărbătoarea Nașterii Domnului.
În cursul anilor 2007 și 2008 catedrala a fost ridicată, acoperită și tencuită exterior. Firmele constructoare au fost S.C. LB Crismi SRL și S.C. Granit Prest S.R.L din Lugoj. În anul 2009 s-au continuat lucrările de tencuire și amenajare interioară, biserica fiind terminată în primăvara anului 2010. Iconostasul sculptat în lemn și mobilierul au fost confecționate de firma S.C. Livadar Impex S.R.L. din Arad, iar clopotele, sfințite și înălțate la praznicul Sfântului Mare Mucenic Dimitrie Izvorâtorul de Mir din anul 2007, au fost executate de firma Hörz din Ulm – Germania.
După multă trudă din partea tuturor celor implicați, cu ajutorul lui Dumnezeu și cu binecuvântarea Preafericitului Părinte Patriarh DANIEL, în 12 septembrie noua catedrală a Caransebeșului, cel mai de seamă așezământ bisericesc al credincioșilor ortodocși din Episcopia noastră a fost sfințit. Manifestările prilejuite de acest eveniment s-au desfășurat în perioada 11-13 septembrie a.c. Bucuria noastră a fost împlinită și de vizita Întâistătătorului Bisericii Ortodoxe Române, Preafericitul Părinte Patriarh Daniel, care în fruntea unui sobor de arhierei, preoți și diaconi a oficiat târnosirea catedralei caransebeșene, în anul centenarului instalării episcopului Miron Cristea în scaunul vlădicesc de la Caransebeș (1910 – 2010).
Ctitori, miluitori și binefăcători ai acestui sfânt locaș de închinare au fost preoții și credincioșii eparhiei Caransebeșului și alți oameni iubitori de Dumnezeu și dornici de a zidi Casă Domnului. Prin jertfa și osteneala pe care le-au dovedit, Dumnezeu a împlinit lucrările de edificare a noii catedrale din Caransebeș, făcându-i vrednici de pururea pomenire în rândul ctitorilor acestei biserici, care este și va rămâne peste ani emblema Ortodoxiei Banatului Montan.

## Controverse
Conform medievistului Adrian Andrei Rusu edificiul a fost ridicat pe locul fostului claustru al mănăstirii franciscane din Caransebeș, în disprețul normelor de conservare a patrimoniului național. Catedrala ortodoxă a fost construită fără descărcare de sarcină arheologică, prin distrugerea ruinelor claustrului mănăstirii franciscane și a cimitirului aferent.
„Probabil că toți slujitorii noii catedrale vor avea somnul netulburat pentru această măreață faptă. Noi scriem aici ca să nu se uite cine și cum ne manipulăm în fapte trecutul de care vrem să fim mândri.”—Adrian Andrei Rusu